# Artocarpus calophyllus
Artocarpus calophyllus är en mullbärsväxtart som beskrevs av Wilhelm Sulpiz Kurz. Artocarpus calophyllus ingår i släktet Artocarpus och familjen mullbärsväxter. Inga underarter finns listade i Catalogue of Life.